# José Luis Rodríguez (urugwajski piłkarz)
José Luis „Pumita” Rodríguez Bebanz (ur. 14 marca 1997 w Canelones) – urugwajski piłkarz występujący na pozycji prawego obrońcy, reprezentant Urugwaju, od 2023 roku zawodnik brazylijskiego Vasco da Gama.